# Valerie Göhring
Valerie Göhring (* 1992) ist eine deutsche Dramaturgin.

## Werdegang
Göhring studierte Theaterwissenschaften, Germanistik und Urbanistik an der Universität Leipzig sowie Kuratieren in den szenischen Künsten an der Ludwig-Maximilians-Universität München und der Universität Salzburg. Ihren Master macht sie an der Universität der Künste in Berlin am Institut für Kunst im Kontext.
2014 folgte ein zweijähriges Engagement als Dramaturgieassistentin am Schauspiel Frankfurt. In der Spielzeit 2017/18 war sie Dramaturgin am Berliner Ensemble. Von 2018 bis 2020 war Göhring in dieser Funktion an den Münchner Kammerspielen beschäftigt.
In der Umfrage der Zeitschrift Theater heute wurde die Arbeit von Valerie Göhring und Matthias Pees für Dionysos Stadt an den Münchner Kammerspielen zur besten Dramaturgie der Saison 2018/19 gewählt.
Die Arbeit Die Kränkungen der Menschheit in der Regie von Anta Helena Recke wurde zum Berliner Theatertreffen 2020 eingeladen.
Seit Beginn der Spielzeit 2020/21 ist sie Dramaturgin am Maxim-Gorki-Theater Berlin.

## Werke (Auswahl)
- 2018: Dionysos Stadt, Münchner Kammerspiele, Dramaturgie: Valerie Göhring und Matthias Pees, Regie: Christoper Rüping[7]
- 2019: Doktor Alici, von Olga Bach nach Professor Bernhardi von Arthur Schnitzler, Münchner Kammerspiele, Regie: Ersan Mondtag[8]
- 2019: Die Kränkungen der Menschheit, Münchner Kammerspiele, Dramaturgie: Valerie Göhring, Regie: Anta Helena Recke.[9]
- 2019: Unfuck My Future. How to Live Together in Europe, Künstlerhaus Mousonturm, Kuratorin: Valerie Göhring[10]
- 2019: Warszawa – Munich, Münchner Kammerspiele, Kuratorin: Valerie Göhring[11]

## Auszeichnungen
- 2020: Marie-Zimmermann-Stipendium der Akademie Schloss Solitude[6]